# 幕末紅蓮隊
『幕末紅蓮隊』（ばくまつぐれんたい）は、本宮ひろ志による日本の漫画作品。

## 概要
『週刊ヤングジャンプ』（集英社）2013年28号から2014年13号まで連載された。
寺を破門になった1人の坊主が幕末を自由に生きる時代劇。実在の人物もふくむ侠客たちの抗争、人情の世界が描かれる。作品自体はサラリーマン金太郎の連載開始前に国が燃えるともども構想されていた。

## 登場人物
安馬の十蔵（あんばのじゅうぞう）
この物語の主人公。義侠心によって破天荒な生き方をする男。子分が少人数いる。元は野村重太郎という安馬藩士であったが、旅中に滝から落ち連れとはぐれたことをきっかけに侍をやめることを決意。無宿人となって侠客の道を歩む。物語初期には僧侶の格好をしており、実際に寺に居たかのような逸話を幾つか語っている。旅を続け東海道から四国にかけていくつかのシマを持つ大親分にのしあがるが、幕末になると一農民として隠棲する。
会津小鉄（あいづのこてつ）
実在の人物がモデル。自分の名を挙げ独自のシマを立ち上げようとする。
黒駒村の勝蔵（くろこまむらのかつぞう）
修行していた寺から追い出された後、滝から落ちてきた十蔵と知り合い着物を交換する。

## 書誌情報
- 本宮ひろ志 『幕末紅蓮隊』 集英社〈ヤングジャンプ・コミックス〉、全4巻
  1. 2013年10月23日第1刷発行（10月18日発売[集 1]）、ISBN 978-4-08-879711-3
  2. 2014年1月22日第1刷発行（1月17日発売[集 2]）、ISBN 978-4-08-879738-0
  3. 2014年4月18日発売 ISBN 978-4-08-879784-7
  4. 2014年12月19日発売 ISBN 978-4-08-890164-0